# Dr. Katz, Professional Therapist
Dr. Katz, Professional Therapist was een Amerikaanse komische animatieserie, die oorspronkelijk gedurende zes seizoenen te zien was op Comedy Central van 1995 tot 1999. De hoofdrol werd vertolkt door komiek Jonathan Katz, die er een Emmy Award aan overhield.

## Personages en verhaal
De serie draait om de belevenissen van psychiater Dr. Katz (een rol van komiek Jonathan Katz), zijn zoon Ben (stemmenkomiek H. Jon Benjamin) die ongemotiveerd op zoek is naar werk, zijn rare patiënten, en zijn lusteloze receptioniste Laura (actrice Laura Silverman, die ook een korte verschijning had in de laatste aflevering van Curb Your Enthusiasm).  Verder zijn er nog zijn vriend Stanley (Will Le Bow) en het barmeisje Julie (een rol van de producer van de show, Julianne Shapiro).
De serie draait voornamelijk over de rare ideeën die de patiënten van Dr. Katz hebben.  Verder komen ook de dagelijkse beslommeringen van Dr. Katz en zijn zoon Ben aan bod.  Deze laatste heeft een boontje voor zijn vaders receptioniste Laura, maar zijn pogingen om dichter bij haar te komen vangen meestal bot.
De meeste dialogen, en dan vooral die tussen Dr. Katz en zijn zoon Ben, kwamen geïmproviseerd tot stand via een proces dat retroscripting genoemd wordt.  Hierbij gebruikt men een vaag script, maar de uiteindelijke teksten komen spontaan tot stand en werden dan achteraf als script neergeschreven.
Elke aflevering wordt op een typische manier afgesloten: plots tijdens een gesprek van Dr. Katz met een van zijn patiënten begint er een bepaald deuntje te spelen, waarop Dr. Katz tot hen zegt "Well, you know what the music means".

## Locaties
Alles speelt zich af op een aantal vaste locaties:
- thuis bij Dr. Katz, veelal dialogen tussen hem en zijn zoon Ben
- op het werk: de talrijke patiënten en zijn receptioniste Laura
- tijdens de lunch: op café met zijn vriend Stanley en het barmeisje Julie

## Tekenstijl
Deze serie gebruikte de erg herkenbare, wat ruwe tekenstijl Squigglevision.  Hierbij zijn enkel de personen en de voorgrondobjecten gekleurd, terwijl de achtergrond zwart/wit blijft. De kleuren vertonen een typisch bevend karakter.

## Gastoptredens
Verschillende bekende Amerikaanse TV- en filmfiguren leenden hun stem voor één of meerdere afleveringen:
- David Duchovny
- Julia Louis-Dreyfus
- Ray Romano
- Ben Stiller
- Steven Wright

## Opmerkingen
- Zowel het Retroscripting als het typerende Squigglevision werden later beide opnieuw gebruikt in de cartoon Home Movies, waarin ook veel karakters uit Dr. Katz terugkwamen.

## Dvd-uitgave
In de VS is seizoen 1 verkrijgbaar op dvd sinds 9 mei 2006. Tegen 2008 zouden alle seizoenen verkrijgbaar moeten zijn.  Er zijn voorlopig geen plannen voor een Europese release.